# Red Internacional de Escritores por la Tierra
La Red Internacional de Escritores por la Tierra (RIET) es un movimiento global que reivindica un cambio de actitud que promueva el respeto hacia el planeta y sus habitantes mediante la palabra y la participación activa de sus miembros. El colectivo, promovido por la organización española Mare Terra Fundació Mediterrània, fue fundado en 2006 en el archipiélago de Solentiname (Nicaragua).
La RIET puede entenderse de varias formas: como un foro de reflexión, como un lugar de encuentro o como una plataforma regida bajo el liderazgo de la palabra. Formar parte de la RIET significa estar de acuerdo con el ‘Manifiesto de Solentiname’, la ‘biblia’ de la asociación, que explica textualmente que “es necesario, ya, dejar de ser meros espectadores y reescribir el mundo. Y en este empeño, los Escritores por la Tierra estamos comprometidos en la participación activa que haga brotar la conciencia responsable. Debemos utilizar el patrimonio propio y común: la palabra y el arte, para abrir caminos y alzar la voz en pro de una reflexión de alcance planetario, sobre la vida que queremos para nosotros y para nuestros hijos. Porque en un planeta finito, el crecimiento infinito no es posible, tenemos que levar anclas y reconducir el futuro de nuestra nave Tierra, la Pachamama, la madre naturaleza, Gaia”.
La RIET organiza cada cierto tiempo un Encuentro de Escritores por la Tierra. Se trata de jornadas de reflexión sobre un tema en concreto al que acuden centenares de personas de todos los rincones del planeta para aportar su granito de arena. Al final de cada encuentro, se escribe un manifiesto que recoge las conclusiones de las jornadas y se convierte en una hoja de ruta a seguir. 
Hasta el día de hoy, se han celebrado seis ediciones del Encuentro de Escritores: Granada (Nicaragua) en 2007, Xalapa (México) en 2009, Santa Tecla (El Salvador) en 2010, Cáceres (España) en 2010, Tarragona (España) en 2012 y Santa Tecla de nuevo en 2013. En 2016 se celebrará el séptimo encuentro, que tendrá lugar el mes de abril en San José (Costa Rica).
Actualmente, la RIET está compuesta por casi 700 personas, entre las que se encuentran científicos, ecologistas, periodistas, escritores y músicos de todo el mundo. Existe un órgano llamado el Comité Honorífico de la RIET formado por 12 de los miembros más representativos del colectivo. Entre otras personalidades, son miembros de la Red Internacional de Escritores por la Tierra:
- Ángel Juárez (presidente ejecutivo),
- Ernesto Cardenal (presidente honorífico)[3]
- Guillermo Anderson
- Joaquín Araújo,
- Raúl Arias,
- Guillermo Bown,
- Pere Casaldáliga,
- Eduardo Galeano,
- Adrián Goizueta (1951-),
- Federico Mayor Zaragoza,
- Eduardo Mazo,
- Sydney Possuelo,
- Silvio Rodríguez
- Vandana Shiva,
- la Universidad Veracruzana,
- Manuel Vicent[4]
- Padre Ángel,
- Frei Betto,
- Leonardo Boff,
- Thiago de Mello,
- Abel Prieto Jiménez,
- Carlos Mejía Godoy,
- Arturo Larena,

La Red Internacional de Escritores por la Tierra organiza anualmente su Encuentro de Escritores por la Tierra, además de jornadas especiales. Los encuentros ―cinco hasta 2015―, se han realizado en
Nicaragua,
México,
Santa Tecla (El Salvador)
 y
España (en dos ocasiones: 2009 y 2012).
Se trata de eventos de una amplia repercusión internacional que interesan a muchas personas y que deben conocer especialmente todas aquellas de los países de habla hispana.